# Zgornja Velka
Zgornja Velka – wieś w Słowenii, w gminie Šentilj. W 2018 roku liczyła 769 mieszkańców.